# Coelopencyrtus watmoughi
Coelopencyrtus watmoughi är en stekelart som beskrevs av Annecke 1968. Coelopencyrtus watmoughi ingår i släktet Coelopencyrtus och familjen sköldlussteklar.
Artens utbredningsområde är Zimbabwe. Inga underarter finns listade i Catalogue of Life.